# Barnabé, Tu És Meu
Barnabé, Tu És Meu  é um filme brasileiro de 1952, dirigido por José Carlos Burle, com roteiro de Victor Lima e Berliet Jr e Edgar Brasil como diretor de fotografia. Foi produzido pela Atlântida Cinematográfica. Nos papeis principais estão Fada Santoro, Oscarito e Grande Otelo
Os números musicais do filme foram interpretados por Emilinha Borba, Adelaide Chiozzo, Mary Gonçalves, Bill Farr,Vera Lúcia e Marion.

## Elenco[2]
| Ator/Atriz       | Personagem        |
| ---------------- | ----------------- |
| Fada Santoro     | Zulema            |
| Oscarito         | Barnabé           |
| Grande Otelo     | Abdula            |
| Cyl Farney       | Mário             |
| José Lewgoy      | Garcia            |
| Emilinha Borba   | Rosita            |
| Adelaide Chiozzo | Antonieta         |
| Renato Restier   | Salomão           |
| Pagano Sobrinho  | Homem do pirulito |
| Jece Valadão     | Escravo arauto    |